# Intelligence Service (film, 1935)
Pour les articles homonymes, voir Intelligence Service.
Pour plus de détails, voir Fiche technique et Distribution.
Intelligence Service (The Last Outpost)  est un film d'espionnage américain réalisé par Louis J. Gasnier et Charles Barton, sorti en 1935.

## Synopsis
Au Kurdistan, lors de la Première Guerre mondiale, Michael Andrews, un officier britannique, est sauvé par John Stevenson, un agent des services secrets. Les deux hommes sauvent ensuite une tribu kurde en les conduisant à travers les montagnes. Lorsque John tue un espion ennemi, Michael le soupçonne de jouer double jeu mais il se fracture la jambe. Au Caire, Michael est soigné par Rosemary Haydon et en tombe amoureux. Mais Rosemary lui révèle qu'elle est déjà mariée à un espion britannique, mais qu'elle ne l'a pas vu depuis plusieurs années. Il s'avère que ce mari est en fait John Stevenson qui, lorsqu'il se rend compte que Rosemary ne l'aime plus, décide d'assassiner Michael. Ce dernier a été affecté au Soudan. Peu après l'arrivée de John, le fort est attaqué par des tribus africaines, et John et Michael sont les seuls survivants. John risque sa vie en traversant le désert pour trouver des renforts, et meurt à son retour dans les bras de Michael. 

## Fiche technique
- Titre original : The Last Outpost
- Titre français : Intelligence Service
- Réalisation : Louis J. Gasnier et Charles Barton
- Scénario : Philip MacDonald, d'après la nouvelle The Drum de F. Britten Austin
- Adaptation : Charles Brackett, Frank Partos
- Direction artistique : Hans Dreier, A. Earl Hedrick
- Costumes : Edith Head
- Photographie : Theodor Sparkuhl
- Son : John Cope, A.W. Singley
- Montage : Jack Dennis
- Musique : Bernhard Kaun, William E. Lynch, Milan Roder, Heinz Roemheld
- Production : E. Lloyd Sheldon
- Société de production : Paramount Productions
- Société de distribution : Paramount Pictures
- Pays d'origine :  États-Unis
- Langue originale : anglais
- Format : noir et blanc — 35 mm — 1,37:1 — son Mono (Western Electric Noiseless Recording)
- Genre : drame et espionnage
- Durée : 72 minutes
- Dates de sortie : 
  - États-Unis : 11 octobre 1935
  - France : 10 janvier 1936

## Distribution
- Cary Grant (VF : Jean Davy) : Michael Andrews
- Claude Rains (VF : Jean Clarens) : John Stevenson
- Gertrude Michael (VF : Jeanne Mad) : Rosemary (Monique en VF) Haydon
- Kathleen Burke (VF : Irène Rousse) : Ilya (Ilia en VF)
- Colin Tapley (VF : Richard Francœur) : lieutenant Prescott
- Akim Tamiroff : Mirov
- Billy Bevan : caporal Foster
- Georges Renavent : le major turc
- Margaret Swope : Rowland, l'infirmière
- Jameson Thomas (VF : Robert Maley) : Cullen
- Nick Shaid : Haidor
- Harry Semels : Amrak
- Meyer Ouhayou : le patriarche arménien
- Frazer Acosta : l'officier arménien
- Malay Clu : le garde arménien
- Elspeth Dudgeon : l'infirmière en chef